# Kobayashi Issa

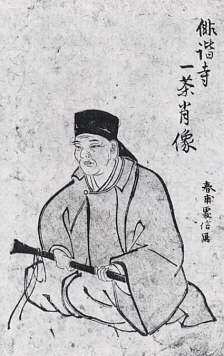
Kobayashi Issa.

Kobayashi Issa (小林一茶?   15 de junio de 1763 – 5 de enero de 1827) fue un escritor japonés, nacido Kobayashi Nobuyuki y apodado Yataro durante su juventud.
Es famoso como autor de haiku.

## Biografía
Nació en la primavera de 1763 en la ciudad de Kashiwabara, en la antigua provincia japonesa de Shinano. Su familia se dedicaba a la agricultura, algo habitual en el Japón feudal del siglo XVIII. 
Su madre falleció cuando contaba pocos años. Pasó a estar a cargo de su abuela y fue entonces cuando el pequeño conoció por vez primera el haiku, de la mano de un poeta del pueblo llamado Shinpo. Sin embargo, su padre tardó poco en contraer matrimonio de nuevo, un matrimonio infeliz. Los problemas con su madrastra no tardaron en aparecer, y tampoco las palizas: Yataro recordaría haber sido golpeado "más de 100 veces en una misma noche". La situación se hizo aún más insoportable cuando su madrastra dio a luz a su medio hermano.
A la edad de 14 años marchó a Edo, la actual Tokio, enviado por su padre.
Sabemos que fue allí donde retomó el contacto con el haiku. Sus días se alternaban entre su trabajo en un templo budista y sus estudios con los poetas Mizoguchi Sogan y Norokuan Chikua, en la escuela de haiku Katsushika. Su talento no tardó en salir a la luz y Seibi Natsume se convirtió en su mecenas. 
Por aquel entonces Issa aún no existía. Sus poemas iban firmados con los seudónimos Kobayashi Ikyo o Nirokuan Kikumei. Fue en 1792 cuando abandonó definitivamente el nombre de Yataro y adoptó el nombre literario de Issa. "Con la primavera / Yataro renació / convertido en Issa", reza uno de sus haikus.
Tras un viaje por el suroeste del Japón en 1795, Issa publicó su libro de poemas Tabishui. 
En los años posteriores vivió en diferentes ciudades, conoció la legendaria Kioto, Osaka, Matsuyama, Nagasaki y otras muchas. Pero si bien su fama como poeta se acrecentaba, Issa conoció durante muchos años la pobreza. Años en los que se vio obligado a trabajar duramente y a realizar frecuentes viajes. Incluso volvió alguna vez a su tierra natal.
Allí, en Kashiwabara, su padre falleció víctima de la fiebre tifoidea. Los problemas volvieron a surgir con su madrastra y su hermanastro, que le impidieron durante 13 años heredar las propiedades que su padre siempre deseó que fueran para él. En el Diario de la muerte de mi padre (1801) relata los pleitos y los detalles de la enfermedad de su padre. De él dice que, a pesar de la enfermedad que le devoraba, "sonreía alegre a todo el que le ofrecía veneno, y despreciaba al que le obligaba a tomar medicinas". El cuerpo fue incinerado de acuerdo con los ritos budistas, e Issa guardó sus huesos.
En los comienzos de 1810 decidió instalarse definitivamente en Kashiwabara y se casó con una joven del pueblo. Tenía ya 50 años pero no le esperaba un feliz retiro; al contrario aquella fue la época más terrible de su vida. En los 10 años siguientes vio morir a sus 4 hijos, y también a su mujer en el parto del último de ellos. Volvió a casarse, ya con 62 años, pero se divorció a los pocos meses. Aún se casó por tercera vez. Entonces su casa se incendió, y volvió a la más absoluta pobreza.
Los últimos meses de su vida los pasó en un almacén con piso de tierra. Murió en el invierno de 1827, sin llegar a ver el nacimiento de su última hija.
Unos haiku de Issa:

Hasta mis pies
¿cuándo y cómo has llegado,
caracolillo?

Tampoco yo
he encontrado un hogar.
Tarde de otoño.

Huye el rocío.
En este mundo sucio
no hago yo nada.

De no estar tú,
demasiado enorme
sería el bosque.

### Publicaciones en español de sus poemas
Cincuenta haikus, Traducción de Ricardo de la Fuente y Shinjiro Hirosaki. Introducción y notas de Ricardo de la Fuente. Edición bilingüe. Madrid, Ediciones Hiperión, 1986. 5.ª edición, 2007. ISBN 978-84-7517-514-0.
Poemas de madurez, edición bilingüe (japonés y español), con selección, prólogo y notas de Josep M. Rodríguez. Ed. Juan de Mairena, Córdoba, 2008. ISBN 978-84-936387-2-6.
- Datos: Q312709
- Multimedia: Kobayashi Issa / Q312709
- Citas célebres: Kobayashi Issa